# Cocachin

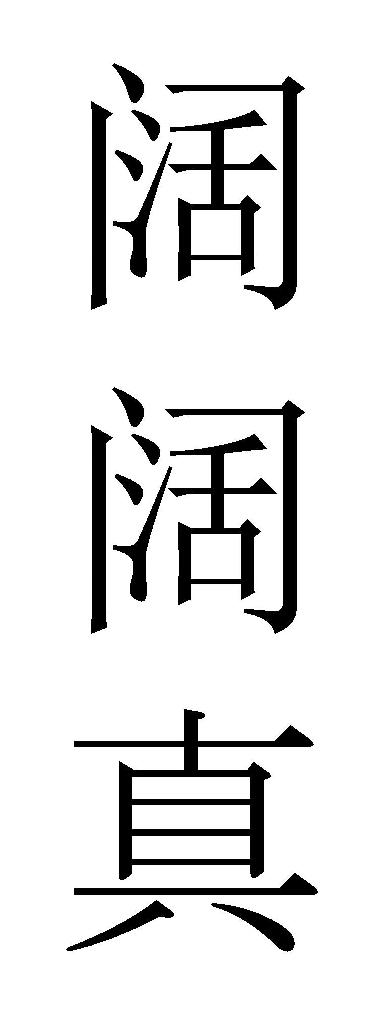
Kinesiska tecken för Cocachin.

Cocachin, född cirka 1275, död 1296, var en kinesisk prinsessa. 1292 eskorterades hon av Marco Polo från Kina för att giftas bort med Arghun Khan, provinshärskare i Persien. Resan möjliggjorde för Marco Polo att lämna Kublai Khans (femte största khan av mongolväldet) hov och återvända till Venedig.

## Biografi

### Cocachins resa
Arghun Khan var änkeman efter att hans fru Bolgana avlidit. Han sökte därför en ny fru och begärde att Bolganas anförvanter skulle utse en dam som skulle passa bra för uppdraget, Kublai skulle sända honom en ny hustru som fanns i Khanbalik. Kublai valde den vackra och väluppfostrade sjuttonåriga prinsessan Cocachin.
Resan började med fartyg mot Persien där provinshärskaren Arghun Khan var bosatt. Många adelsmän valde att eskortera prinsessan och fick även hjälp av den europeiske upptäcktsresande Marco Polo. Prinsessan och Polo reste därför tillsammans fram till Persien, de åkte igenom Sumatra, Ceylon och Indien.

### Äktenskap
Efter en lång tid på havet var Cocachin beredd på äktenskap med Arghun Khan, men när de anlände till fastlandet fick de reda på att han hade avlidit. Problem uppstod eftersom man fört den unga prinsessan långväga. Svårigheten löstes snabbt och Arghuns äldste son Ghazan gifte sig med Cocachin.
Marco Polo stannade i Persien i nio månader för att sedan fortsätta sina upptäckter. Under den tiden fick de även reda på att Kublai Khan avlidit och de fick även en chans att lämna Kina. Avskedet blev svårt mellan Cocachin och Marco Polo, vilket inte var så konstigt eftersom de hade tillbringat mycket tid tillsammans. Han fortsatte sedan sin resa mot sin hemstad Venedig.